# Стока (репер)
Марин Ивановић (Загреб, 24. јун 1981), познатији под уметничким именом Стока, јесте хрватски репер. Популарност је стекао у сарадњи с загребачким репером Нередом.